# Parisfreden (1814)
För andra parisfreder, se Parisfreden.
Parisfreden 1814, som undertecknades den 30 maj 1814, avslutade sjätte koalitionskriget mellan å ena sidan Frankrike och å andra sidan Sverige, Storbritannien, Ryssland, Preussen och Österrike. Koalitionen vann kriget, vilket ledde till att Napoleon abdikerade den 11 april 1814 och landsförvisades till ön Elba. Freden kom därmed att slutas i den nye franske kungen Ludvig XVIII:s namn. Den slutliga regleringen av Frankrikes gränser och fredsfördraget i sin slutliga form hänsköts till Wienkongressen som inleddes i september samma år.

## Bestämmelser

### Inom Europa

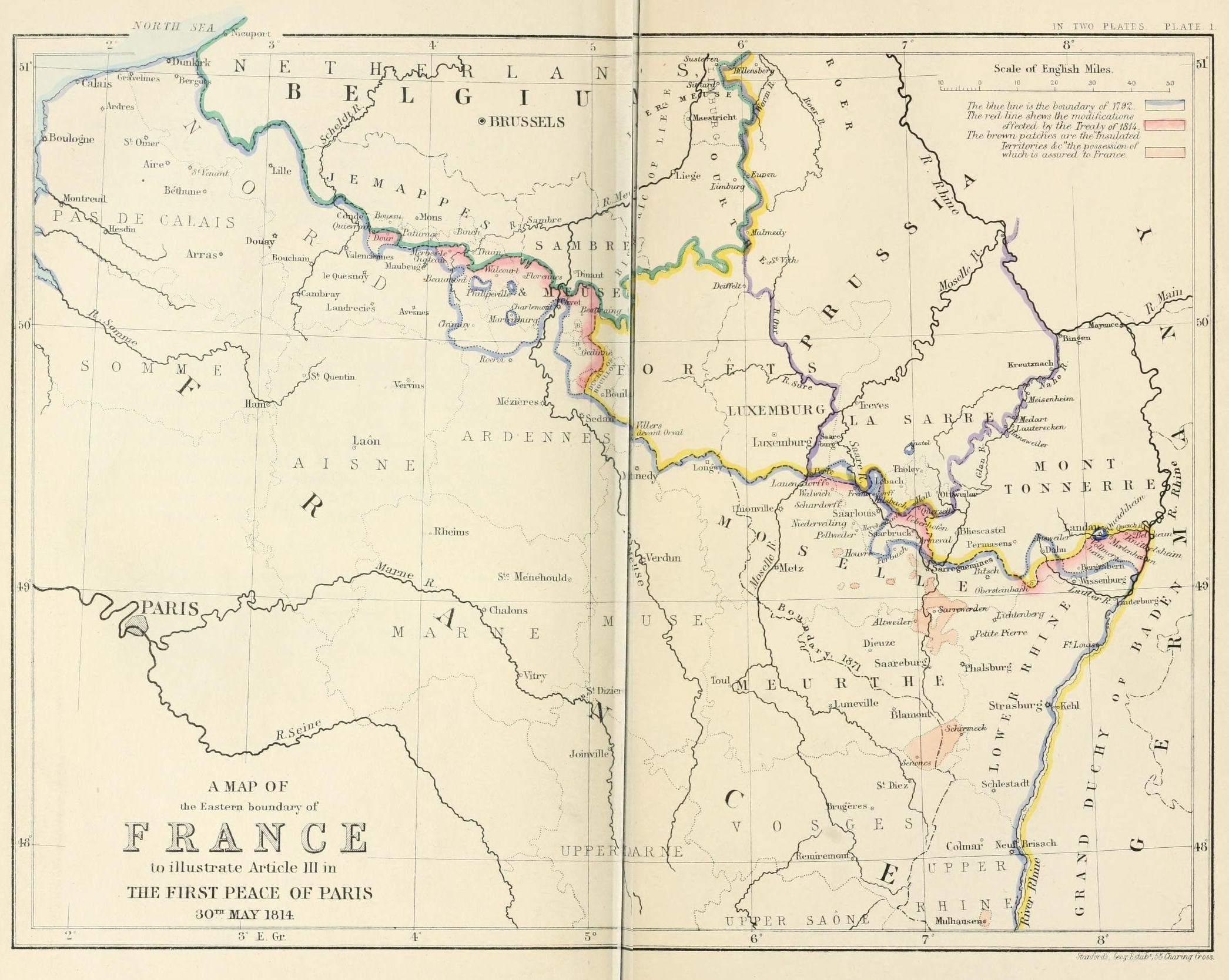
Frankrikes östgräns enligt Parisfreden 1814.

Frankrike återgavs under den bourbonska restaurationen sina gränser enligt gränserna 1 januari 1792 och behöll dessutom en del av det tidigare sardinska hertigdömet Savojen, de tidigare påvliga besittningarna Avignon och Venaissin samt flera tidigare tyska och belgiska gränsområden inklusive enklaverna Mulhouse och Montbéliard.
Nederländerna skulle ställas under huset Oraniens regering och utökas. 
De tyska staterna skulle bevara sitt oberoende och förenas genom en konfederation, Tyska förbundet. På samma sätt behöll Schweiz sitt oberoende och självbestämmande.
Däremot skulle Italien, förutom de provinser som tillföll kejsardömet Österrike, indelas i suveräna stater.
Flodtrafiken på Rhen till havet förklarades fri, samt trafiken på floden Schelde. 
Frankrike erkände Norges förening med Sverige.

### Utomeuropeiska territorier
Storbritannien behöll Malta, Tobago, Saint Lucia och Mauritius, men återlämnade alla andra ockuperade franska kolonier, samt återlämnade den tidigare spanska delen av Hispaniola (nuvarande Dominikanska republiken) till Spanien.
Ön Guadeloupe, som till Sverige tidigare överlåtits av Storbritannien, återfördes till Frankrike.